# Patty Brard
Patty Brard (n. 25 martie 1955, Sorong, Papua Barat Daya⁠(d), Indonezia) este o actriță și moderatoare de televiziune olandeză.